# Andrzej Firlej (kasztelan radomski)
Andrzej Firlej z Dąbrowicy herbu Lewart (data ur. nieznana – zm. 1609) – kasztelan małogoski (1589–1590), kasztelan radomski (1591–1609), starosta kowelski (1590–1609), działacz reformacji, krzewiciel kalwinizmu.
Syn Jana Firleja i Zofii Boner herbu własnego, brat Jana, Mikołaja, Piotra i Henryka (tego ostatniego przyrodni).
Studiował w Lipsku w latach 1567–1570, Wittenberdze, Bazylei w 1575/1576 roku.
Poseł na sejm 1582 roku z województwa lubelskiego. Poseł na sejm 1585 roku z powiatu łukowskiego.
W czasie elekcji 1587 roku głosował najpierw na Piasta, potem na Zygmunta Wazę. 
Poseł na sejm pacyfikacyjny 1589 roku z województwa lubelskiego, podpisał traktat bytomsko-będziński.
Był wybrany prowizorem przez protestancko-prawosławną konfederację wileńską w 1599 roku.
Żonaty z Barbarą z Kozińskich księżną Zbaraską, wdową po Jerzym. Miał z nią trzy córki, oraz synów: Jana (starostę smidyńskiego) i Andrzeja.